# Вирземнек, Отто Карлович
Отто Карлович Вирземнек (также Вирземник, Верземнек; латыш. Oto Vērzemnieks; 1893 — 29 октября 1917) — начальник Красной гвардии Городского района Москвы во время Октябрьской революции.

## Биография
Сын бедного латвийского рыбака. Работал на фабрике по переработке рыбы, затем на военном заводе в Петрограде. С марта 1917 года лекальщик завода «Русская машина». В 1916 году вступил в партию большевиков.
После Февральской революции избран депутатом Совета Алексеевско-Ростокинского подрайона Москвы. Был ответственным секретарём и казначеем Совета.
Накануне октябрьского восстания назначается начальником Красной гвардии Алексеевско-Ростокинского подрайона. После взятия власти в районе отряд Вирземнека двинулся на помощь соседнему Городскому району.
Приказом Военно-революционного комитета назначается начальником Красной гвардии Городского района.
Во время штурма телефонной станции в Милютинском переулке (в 1927—1993 годах — улица Мархлевского) был ранен разрывной пулей юнкерами. Через несколько часов скончался в Екатерининской больнице.
Похоронен у Кремлёвской стены.

## Память
В 1974 году его именем названа улица в районе Сущёвского вала в Москве.